# Малинівська сільська рада (Слов'янський район)
| Малинівська сільська рада — колишній орган місцевого самоврядування у ліквідованому Слов'янському районі Донецької області з адміністративним центром у c. Малинівка. Сільській раді підпорядковані населені пункти: - c. Малинівка - с. Васютинське - с. Никонорівка - с. Оріхуватка - с. Першомар'ївка - с. Тихонівка - с. Юрківка |

## Склад ради
Рада складалася з 16 депутатів та голови.

## Керівний склад сільської ради
| ПІБ                        | Основні відомості                                                         | Дата обрання | Дата звільнення |
| -------------------------- | ------------------------------------------------------------------------- | ------------ | --------------- |
| Денисенко Ігор Миколайович | Сільський голова, 1971 року народження, освіта, член Партії регіонів      | 26.03.2006   | 31.10.2010      |
| Денисенко Ігор Миколайович | Сільський голова, 1971 року народження, освіта вища, член Партії регіонів | 31.10.2010   |                 |

Примітка: таблиця складена за даними джерела